# حشيشة المبارك اليابانية
حشيشة المبارك اليابانية (الاسم العلمي:Geum japonicum) هي نوع غير مؤكد من النباتات تتبع جنس حشيشة المبارك من الفصيلة الوردية.